# مرسيدس بنز بلو زيرو
مرسيدس بنز بلو زيرو هي سيارة كهربائية صديقة للبيئة مبتكرة من الصانع الألماني مرسيدس بنز. تملك السيارة ثلاثة طرازات ويستخدم كل طراز نوع محرك مختلف. يملك طراز بلو زيرو إي سل محرك كهربائي بمدى يصل إلى 200 كيلو متر باستخدام المحرك الكهربائي فقط. اما بلو زيرو إف سل (خلية وقود) فيمكنها ان تقطع 400 كيلو متر باستخدام محرك كهربائي فيما زود طراز بلو زيرو إي سل بلاس بمحرك كهربائي بالإضافة إلى محرك احتراق داخلي يعمل بمثابة مولد للطاقة. يبلغ المدى الاجمالي لهذا الطراز 600 كيلومتر ويمكنه قطع مسافة 100 كيلومتر باستخدام المحرك الكهربائي فقط. تشترك جميع طرازات بلو زيرو المختلفة بالمكونات الفنية الاساسية فيما تتطابق تصاميمها ومقاييسها.